# FC Zestafoni
El Football Club Zestafoni (en georgiano: საფეხბურთო კლუბი ზესტაფონი) es un club de fútbol georgiano de la ciudad de Zestafoni. Fue fundado en 2004 y juega en la Liga 3.

## Palmarés

### Torneos nacionales
- Umaglesi Liga (2):2011, 2012
- Copa de Georgia (1):2008
- Copa Soviética de Georgia (1):1962

## Participación en competiciones de la UEFA
| Temporada | Torneo                | Ronda            | Club           | Casa | Visita | Global |
| --------- | --------------------- | ---------------- | -------------- | ---- | ------ | ------ |
| 2007      | Copa Intertoto        | Clasificatoria 1 | Tobol          | 2–0  | 0–3    | 2–3    |
| 2008–09   | Copa UEFA             | Clasificatoria 1 | Győri ETO      | 1–2  | 1–1    | 2–3    |
| 2009–10   | UEFA Europa League    | Clasificatoria 1 | Lisburn        | 6–0  | 5–1    | 11–1   |
|           |                       | Clasificatoria 2 | Helsingborgs   | 1–2  | 2–2    | 3–4    |
| 2010–11   | UEFA Europa League    | Clasificatoria 1 | Faetano        | 5–0  | 0–0    | 5–0    |
|           |                       | Clasificatoria 2 | Dukla          | 3–0  | 0–1    | 3–1    |
|           |                       | Clasificatoria 3 | Karpaty        | 0–1  | 0–1    | 0–2    |
| 2011–12   | UEFA Champions League | Clasificatoria 2 | Dacia          | 3–0  | 0–2    | 3–2    |
|           |                       | Clasificatoria 3 | Sturm Graz     | 1–1  | 0–1    | 1–2    |
| 2011–12   | UEFA Europa League    | Play Off         | Brugge         | 3–3  | 0–2    | 3–5    |
| 2012–13   | UEFA Champions League | Clasificatoria 2 | Neftchi Baku   | 2–2  | 0–3    | 2–5    |
| 2014–15   | UEFA Europa League    | Clasificatoria 2 | Spartak Trnava | 0–0  | 0–3    | 0-3    |

## Jugadores

### Jugadores destacados
| - Oleg Bejenar - Serhei Nudnii - Edson Santos - Gilvan Gomes - Jonatas Torres - Leandro Temporin - Ernest Akouassaga - Etienne Bito'o - Paul Ulrich Kessany - Fridolin Boyomo - Eric Romeo Tchassem - Anton Prikhodko - Goran Gruica - Abayomi Owonikoko Seun | - Patrick Milchraum - Kakhaber Aladashvili - Mirza Bjhalava - Grigol Chanturia - Pachelo - Giorgi Chelidze -2 - Gaga Chkhetiani - Kakhaber Chkhetiani - Murtaz Daushvili - Jaba Dvali - Zurab Dzamsashvili - Irakli Dzaria - Zaal Eliava - David Gamezardashvili | - Giorgi Ganugrava - Nikoloz Gelashvili - Shalva Gongadze - Beka Gotsiridze - Shota Grigalashvili - Grigol Imedadze - Zurab Ionanidze - Mikheil Kakaladze - Mamuka Kobakhidze - Levan Korgalidze - Zurab Kvachakhia - Nika Kvaskhvadze - Ucha Lobjanidze - Zurab Mamaladze | - Levan Melkadze - Zurab Menteshashvili - David Mujiri - Beka Nozadze - Giorgi Oniani - Roin Oniani - Gogi Pipia - George Popkhadze - Edik Sajaia - Amiran Sanaia - Sevasti Todua - Tornike Tarkhnishvili - Giorgi Turmanidze |

## Entrenadores desde el 2004
- Vladimir Zemlianoi (2004)
- Zaza Gurielidze (2004, 2 juegos)
- Teimuraz Makharadze (julio de 2005–enero de 2006)
- Koba Zhorzhikashvili (enero de 2006–julio de 2006)
- Merab Kochlashvili (julio de 2006–diciembre de 2006)
- Teimuraz Makharadze (enero de 2007–junio de 2008)
- Gia Geguchadze (julio de 2008–agosto de 2011)
- Giorgi Chiabrishvili (agosto de 2011–agosto de 2012)
- Giorgi Kipiani (septiembre de 2012, 1 juego)
- David Mujiri y  Zaza Zamtaradze (septiembre de 2012–diciembre de 2012)
- Giorgi Miqadze (diciembre de 2012, 1 juego)
- Kakha Kacharava (diciembre de 2012 – mayo de 2013)
- Ratko Dostanić (julio de 2013 – noviembre de 2013)
- Gia Geguchadze (noviembre de 2013 –diciembre de 2014)
- Giorgi Mikadze (enero de 2015–)